# 山梨郡
山梨郡是日本甲斐国及山梨县辖下的一个郡，下辖1町46村，已于1878年7月22日因郡區町村編制法制定而分割為東山梨郡及西山梨郡，並废除郡建置。

## 郡域
山梨郡廢除時郡域包括以下區域，古代時除了以下地區還包括了笛吹市一宮町各町、御坂町各町、石和町各町。
- 山梨市
- 甲州市大部分（勝沼町上岩崎、勝沼町下岩崎、勝沼町藤井、大和町日影、大和町田野、大和町木賊除外）
- 甲府市部分（除了荒川東部，不包括黑平町）
- 笛吹市部分（春日居町小松、春日居町国府、春日居町鎮目、春日居町山崎、春日居町松本以北）

## 概要
與巨麻郡（巨摩郡）、八代郡、都留郡合稱甲斐四郡，除都留郡外三郡又叫作國中三郡。山梨縣縣名就是來自山梨郡。

## 歷史

### 近代沿革
- 《舊高舊領取調帳》記載了明治初年時山梨郡的管轄範圍。。（1町147村）
  - 後屬於東山梨郡域（94村） - 甲府代官所、石和代官所、田安德川家領
  - 後屬於西山梨郡域（1町53村） - 甲府町奉行、甲府代官所、市川代官所、石和代官所
- 慶應四年
  - 五月 - 甲府町奉行廢除，由甲府總町管轄。
  - 五月二十四（1868年7月13日） - 田安德川家建藩——田安藩。
  - 九月初四（1868年10月19日） - 甲府代官所、市川代官所、石和代官所管轄地分別改為府中縣、市川縣、石和縣管轄。
  - 十月二十八（1868年12月11日） - 田安藩領以外的山梨郡歸甲斐府管轄。
- 明治二年
  - 七月二十（1869年8月27日） - 甲斐府改名甲府縣。
  - 十二月二十六（1870年1月27日） - 田安藩廢藩，次年領地歸甲府縣管轄。
- 明治三年十一月二十（1871年1月10日） - 甲府縣改名山梨縣。
- 明治四年（1871年）到明治八年（1875年）郡內町村進行合併整頓。（1町46村）
- 明治十一年（1878年）7月22日 - 郡區町村編制法制定，日下部村等31村劃給東山梨郡、甲府總町及15村劃給西山梨郡，同日山梨郡消失。